# Chione (Tochter des Arkturos)
Chione (altgriechisch Χιόνη Chiónē) ist in der griechischen Mythologie die Tochter des Arkturos.
Sie wird von Boreas geraubt und auf den Berg Niphantes gebracht. Durch Boreas wird sie Mutter des Hyrpax, des Nachfolgers des Heniochos. Hekataios von Abdera erwähnt drei riesenhafte Söhne des Boreas und der Chione, die bei den Hyperboreern Apollonpriester waren.